# 紺野みいな
紺野 みいな（こんの みいな、2000年7月7日生）は、日本のAV女優。バンビプロモーション所属。

## 略歴
2021年5月、kawaiiの専属女優としてAVデビュー。
2021年11月より専属を離れ、企画単体女優となる。
2022年12月1日、DMM GAMES「クリムゾン妖魔大戦 新キャラクター声優公開オーディション」にエントリー。
2023年5月12日、稲葉司監督作品『おっぱいロケットガール』に主演。主題歌『ロケットサンバ』も担当。
2023年12月17日、2024年3月末日でのAV女優業を含む芸能関係引退を発表。
2023年12月18日週FANZA通販フロアランキングにて、出演した『【SP特典版】「制服・下着・全裸」でおもてなし またがりオマ○コ航空 圧巻総勢11名＋特別講師1名による2023年度新人CA大型研修編 総尺200分収録6＋1セクション』（SODクリエイト）が初登場10位を記録。

## 人物
- 趣味は、まんが・アニメ鑑賞。特技は、阿波踊り[1]。
- 好きな食べ物は焼きうどん、そうめん、肉寿司。好きなお菓子はラムネ、チータラ、カルパス、和菓子、ぬれ煎餅、カスタードクリーム、ポップコーン、焼き芋。好きなフルーツはメロン、マスカット。好きな野菜はトマト、キャベツ。好きな飲み物は麦茶、ヤクルト1000。
- 嫌いな食べ物はスイカ、キウイ、魚介類全般、辛いもの、こんにゃく、豆腐、サラダチキン、豆、おでん、紫キャベツ、ごぼう、なめこ、まつたけ、まいたけ、ひらたけ、きくらげ、ぶなしめじ、カリフラワー、ブロッコリー、生のたまねぎ、生のネギ、ゴーヤ、パクチー、にんにく、みょうが、ホルモン系の肉、生クリーム、チョコ、シチュー。またカフェインを含む飲み物、炭酸飲料が飲めず、アルコールにアレルギーがあるため飲酒はできない。
- 好きな歴史上の人物は永倉新八（新選組）。
- 好きな特撮は仮面ライダーフォーゼ、ドゲンジャーズ。
- 阿波踊り歴は15年あるが基本的に運動全般は嫌い。食事制限は野菜中心で白米を食べないなど気を付けており、体幹トレーニング+腹筋で維持している。めんどくさがり屋なのでジムに通うのが苦手。仲のいいAV女優は田中ねね、堀内美香。
- 別名として、朝比奈みいな、仲田未璃(着エロ)でも活動している。

## 出演作品

### アダルトDVD
- とびっきりスマイルの阿波踊りガール! 明るくて真っ直ぐでバカ正直なEcup スレンダー女子大生が10倍気持ち良いSEXを体験する AVdebutドキュメンタリー!（5月25日、kawaii*）
- kawaii*専属第二弾! 紺野みいなを初イキさせちゃうぞ♪ 突いて突いて突きまくって限界突破覚醒! お漏らしオーガズムさせちゃう追撃ピストントントーン!（6月25日kawaii）[8]
- kawaii*専属女優 紺野みいなが、さもあり監督と、出会った。 甘サド大覚醒! いっぱい責めちゃうぞチクガズムSPECIAL（7月25日、kawaii）
- 出張先の相部屋で絶倫上司に何度も中出しされて… 部長の粘着質な愛撫と濃厚SEXに溺れた美乳新人OL（8月25日、kawaii）
- パーフェクトボディを視姦する超接写 コケティッシュ肉感アングル（10月5日、kawaii）
- 血の繋がりのない妹と二人っきりの3日間!ここぞとばかりにセックスしまくった!!（11月1日、プラネットプラス）
- 顔出しMM号 未成年のビキニ女子限定 ザ・マジックミラー Wデート中の仲良し大学生カップル交換企画! ぬるぬるオイル素股に挑戦！ 2 恋人の目の前でイケナイと思いつつもクリトリスとチ○ポを擦り合わせ恥ずかしさと気持ちよさでヌルッと挿入! 全員まさかの生中出し!! in海水浴場（11月9日、ディープス）※「やよい」名義
- 濡れてテカってピッタリ密着 神スク水 可愛い女子のスクール水着姿をじっとりと堪能!着替え盗撮から始まり貧乳から巨乳にパイパン、ハミ毛、ジョリワキ等のフェチ接写やローションソーププレイやスク水ぶっかけ等を完全着衣で楽しむAV（11月11日、親父の個撮）
- 陥没乳首家出娘とオジさんの卑猥な性活（11月12日、FIRST STAR）※「夏子」名義
- 陥没乳首がコンプレックスだけど乳首が性感帯というこじらせ系純朴美少女 さくら（11月16日、キチックス）※「さくら」名義
- ウブな女子○生が指3本奥までブッ挿しマン汁垂れ流し自撮りオナニー! イッタ直後のおま○こにデカチンねじ込み即ハメ! 「ダメぇぇ!今イッちゃったばかりだよぉ!」 絶頂直後の超敏感ヒクヒクおま○こに怒涛のイクイクおかわり激ピストン!!（11月26日、赤面女子）
- 恋人いちゃラブドキュメント とんでもないカラダのEカップ超美白女子大生 紺野みいなちゃんと半中半外イチャイチャデート（12月7日、パコパコ団とゆかいな仲間たち）
- 120%リアルガチ軟派伝説 vol.103（12月17日、プレステージ）
- 可愛いがってきた引きニート妹が犯●れて!? 兄さえも射精へ誘う淫キャに変貌して本当の自分に目覚める! 性の喜びを知りやがって!!（12月21日、ABC）
- とってもかわいい保育士の皆さん! 童貞くんにピンクの乳首をチューチュー吸わせてもらえませんか? 母性溢れる授乳手コキでガチ勃起したち●ぽをそのまま聖母のお股にぬぷっっ! 素人子宮に童貞ザーメン連続中出しスペシャル!（12月24日、赤面女子）

- 鬼畜父の性玩具 彼氏との仲を引き裂かれた制服美少女（1月5日、プラネットプラス）
- 夜行バスで声も出せずイカされた隙に生ハメされた女はスローピストンの痺れる快感に理性を失い中出しも拒めない 女子○生限定 9 痴女っこ化SP（1月13日、ナチュラルハイ）
- 寝取らせ検証 『夫婦のセックスを記念に残すはずが代役との疑似SEXに…』プライベートAV制作で他人棒をオマ○コに擦られ続けた妻はその後浮気してしまうのか? VOL.7（1月13日、コスモス映像）※「ミナ」名義
- 制服少女が部屋で1人きり…秘密の自慰をこっそり隠し撮り 声を漏らして快感に没頭する 無防備オナニー盗撮 美少女10人230分（1月18日、無垢）
- J●が在籍していると噂の店舗型バニーガールヘルスで生本番中出し強要（5月10日、BAZOOKA）※オムニバス作品
- ご主人様のガマン顔が大好き! 色白美乳のビーチクでバブらせ射精支配してくる小悪魔メイド 紺野みいな（6月14日、バルタン）
- 羞恥洗脳! ハイグレ人間にされちゃった 7 渚みつき 若宮はずき 美波もも 綾瀬ひまり 紺野みいな（6月23日、ROCKET）
- 着衣オイルパイズリ パッツパツのトッロトロになった乳肉圧で幸福射精（6月28日、SEX Agent）
- ナチュラルハイ夏スペシャル 敏感（恥）巨乳痴漢 2022 完全版 10人全員SEX 乳首吸いVer. 2枚組8時間（8月25日、ナチュラルハイ）
- 完全生スワッピング @ みいな & くるみ ふんわり巨乳ドMいいなり女子校生みいなちゃん × 美脚スレンダーのドエロビッチ女子校生くるみちゃん（9月12日、First Star）
- 海の家ビアガーデン痴漢 2 野外アクメ中出しSP（9月22日、ナチュラルハイ）

- 足臭嗅ぎ手コキ（2月21日、ゑびすさん/妄想族）
- スーパーヒロインドミネーション地獄55 私はメルピュア！ピュアアンドロメダ スーパーヒロインになんかならなきゃ良かった（2月24日、GIGA）
- 巨大ヒロイン（R） ハイパーマミー5 ～吸血宇宙人モスキート星人の恐怖～ 紺野みいな（4月28日、GIGA）
- 美少女戦士セーラーディオーレ ～猟奇的ダークディオーレ誕生堕ち～ 紺野みいな（5月26日、GIGA）
- 制服女子ぎゅうぎゅう痴●バス（TYD-004）（6月2日、ドリームチケット）
- 美少女戦士セーラーメーネ 紺野みいな（6月9日、GIGA）
- 紺野みいな 緊縛解禁（6月22日、アイエナジー）
- 尻穴ペロペロ舐めさせJ系ちゃん 肛門クンニに興味津々なパパ活ヤリマン娘が学校帰りのむれむれアナルを嗅がれ舐められケツ穴ヒクヒク新感覚イキ！尻穴おっぴろげ誘惑でアナルを味わい尽くさせて…朝まで終わらない生中出しSEX（7月1日、ディープス）
- チアナイツZERO（8月11日、GIGA）
- ヒロイン惨敗 陥落寸前 ピンクルクス 使命と快楽の間 紺野みいな（8月25日、GIGA）
- 石化女子○生コレクターズファイル 愛像版（9月7日、ROCKET）
- スーパーヒロイン危機一髪！！Vol.100 ミス・インフィニティー 紺野みいな（9月22日GIGA）
- 【淫語痴女】蒸れ臭嗅がせバーチャル手コキ（10月17日、ゑびすさん/妄想族）
- 感覚共有オナホールPART.3 病院編（11月9日、ROCKET）
- ヒロイン白目失神地獄36 美少女戦士セーラーメーネ 紺野みいな（11月24日、GIGA）

### アダルトVR
2021年
- お触り禁止!本番禁止! 入店したてのスレンダー巨乳美少女と裏オプ交渉! 断られたので媚薬を使ってイカせまくり 女子○生のキツマンに連続中出ししちゃった秘密のキメパコJ○リフレ（11月5日、こあらVR）
- 生々しい美肌ライティングVR 停電!?怖い!離れないで… 懐中電灯ひとつで超肌密着中出しエッチッチ（11月15日、kawaii）
- 容姿端麗成績優秀! 学園始まって以来の優等生女子だらけの生徒会。に無理やり入れられたボクは学園一番の劣等生。当然、なにもできないボクは生徒会室でひたすらセックスのお相手をさせていただいております!（12月11日、Hunter）
- 同棲彼氏が帰ってくる67分前… 自宅マンションの駐車場で中出し×2・顔射・口内射精 声を押し殺せず… 絶叫痙攣イキ連発で浮気相手と灼熱カーセックス（12月17日、こあらVR）

2022年
- オカしくなるほど徹底的に男のちょ～ビンカン部分「先っぽ」を寸止め焦らしSEX 紺野みいな（3月29日、KMPVR-彩-）
- おやすみバブらせママ手コキ（5月6日、CASANOVA）※オムニバス作品
- 【囁き淫語 & 舐め特化VR】16人完全撮りおろし（5月19日、こあらVR）
- ’聖地’渋谷にグランドオープン！ 巨乳系ピンサロ「SHIBUYA 10AGE↑」 巨乳好き必見! 【派手】【セクシー】【痴女】イマドキのギャルだけを厳選した最強巨乳専門店! 圧倒的コストパフォーマンスで鬼MAX過激濃厚プレイ! ヌキすぎにはくれぐれもご注意ください (笑)（8月31日、TMA）

### アダルト配信
2021年
- 《特典有》【電車痴漢】★現役アイドル顔のTバック美少女のまん丸神乳に大興奮★新型バイブに狂ったように痙攣絶頂★ゆず初の3連射（11月21日、ゆず故障）
- #885 Miina（12月10日、S-cute）

2022年
- みいな（3月4日、おっぱいちゃん）
- 【配信専用】小生意気なJ●が淫語連発!! 羞恥と快楽でM男責め!! 5（3月17日、ふぇちぽいんと）
- みいな 2（3月18日、おっぱいちゃん）

## 書籍・出版

### デジタル写真集
- 血の繋がりのない妹と二人っきりの3日間!ここぞとばかりにセックスしまくった!!（11月1日、プラネットプラス）

## 音楽

### 配信
- ロケットサンバ / Rocket Samba（2023年5月16日、Landscape Music）作編曲：高橋克行、作詞：gratia

## 出演

### 舞台
- GIGAスーパーヒロインライブvol.8（2023年6月3日、東京・from scratch）- ピュアアンドロメダ/セーラーメーネ 役[9]

### 映画
- おっぱいロケットガール（2023年5月12日、稲葉司監督）- 主演・オウガ役[10]